# Poletna liga Rudi Hiti 2002
Poletna liga Rudi Hiti 2002 je bil enajsti turnir Poletna liga Rudi Hiti, ki je potekal med 5. in 8. septembrom 2002 v Ledeni dvorani na Bledu. V konkurenci klubov EC Villach, ZM Olimpija, Acroni Jesenice, KHL Medveščak in HK Bled ter slovenske mladinske reprezentance je zmagala ZM Olimpija.

## Prvi krog
| 5. september 2002 | ZM Olimpija | 3:3 | Slovenija U20 | Ledena dvorana, Bled |

| Poročilo tekme | Poročilo tekme               | Poročilo tekme  | Poročilo tekme                      | Poročilo tekme |
| -------------- | ---------------------------- | --------------- | ----------------------------------- | -------------- |
| Začetek: 17:00 | Hebar 05 Emeršič 09 Remar 20 | (2:3, 1:0, 0:0) | 12 Dervarič 14 Avgustinčič 28 Murič | Gledalci: 150  |

| 5. september 2002 | HK Bled | 1:2 | Acroni Jesenice | Ledena dvorana, Bled |

| Poročilo tekme | Poročilo tekme | Poročilo tekme | Poročilo tekme | Poročilo tekme |
| -------------- | -------------- | -------------- | -------------- | -------------- |
| Začetek: 20:00 |                |                |                |                |

## Drugi krog
| 6. september 2002 | Acroni Jesenice | 7:2 | KHL Medveščak | Ledena dvorana, Bled |

| Poročilo tekme | Poročilo tekme                                                     | Poročilo tekme  | Poročilo tekme       | Poročilo tekme |
| -------------- | ------------------------------------------------------------------ | --------------- | -------------------- | -------------- |
| Začetek: 17:00 | Sotlar 13 Por 15 Žbontar 23 Por 26 Rebolj 29 Razinger 35 Rebolj 36 | (2:2, 5:0, 0:0) | 02 Kire 13 Krajnovič | Gledalci: 300  |

| 6. september 2002 | ZM Olimpija | 3:1 | EC Villach | Ledena dvorana, Bled |

| Poročilo tekme | Poročilo tekme | Poročilo tekme  | Poročilo tekme | Poročilo tekme |
| -------------- | -------------- | --------------- | -------------- | -------------- |
| Začetek: 20:00 |                | (0:0, 3:1, 0:0) |                |                |

## Tretji krog
| 7. september 2002 | EC Villach | ? | Slovenija U20 | Ledena dvorana, Bled |

| Poročilo tekme | Poročilo tekme | Poročilo tekme | Poročilo tekme | Poročilo tekme |
| -------------- | -------------- | -------------- | -------------- | -------------- |
| Začetek: 17:00 |                |                |                |                |

| 7. september 2002 | HK Bled | ? | KHL Medveščak | Ledena dvorana, Bled |

| Poročilo tekme | Poročilo tekme | Poročilo tekme | Poročilo tekme | Poročilo tekme |
| -------------- | -------------- | -------------- | -------------- | -------------- |
| Začetek: 20:00 |                |                |                |                |

## Končnica

### Za peto mesto
| 8. september 2002 | Slovenija U20 | ? | KHL Medveščak | Ledena dvorana, Bled |

| Poročilo tekme | Poročilo tekme | Poročilo tekme | Poročilo tekme | Poročilo tekme |
| -------------- | -------------- | -------------- | -------------- | -------------- |
| Začetek: 14:00 |                |                |                |                |

### Za tretje mesto
| 8. september 2002 | EC Villach | 7:1 | HK Bled | Ledena dvorana, Bled |

| Poročilo tekme | Poročilo tekme | Poročilo tekme | Poročilo tekme | Poročilo tekme |
| -------------- | -------------- | -------------- | -------------- | -------------- |
| Začetek: 17:00 |                |                |                |                |

### Finale
| 8. september 2002 | Acroni Jesenice | 1:2 | ZM Olimpija | Ledena dvorana, Bled |

| Poročilo tekme | Poročilo tekme | Poročilo tekme | Poročilo tekme | Poročilo tekme |
| -------------- | -------------- | -------------- | -------------- | -------------- |
| Začetek: 20:00 | Varl ??        |                | ?? Jan 59 Jan  |                |